# Strażnica WOP Wola Michowa
Strażnica Wojsk Ochrony Pogranicza Balnica/Wola Michowa – zlikwidowany podstawowy pododdział Wojsk Ochrony Pogranicza pełniący służbę graniczną na granicy polsko-czechosłowackiej.

## Formowanie i zmiany organizacyjne
Strażnica została sformowana w 1945 w strukturze 38 komendy odcinka Komańcza jako 171 strażnica WOP (Balnica) o stanie 56 żołnierzy. Kierownictwo strażnicy stanowili: komendant strażnicy, zastępca komendanta do spraw polityczno-wychowawczych i zastępca do spraw zwiadu. Strażnica składała się z dwóch drużyn strzeleckich, drużyny fizylierów, drużyny łączności i gospodarczej. Etat przewidywał także instruktora do tresury psów służbowych oraz instruktora sanitarnego.
W marcu 1947 sformowano Krośnieńską Komendę WOP w Krośnie w skład której została włączona Strażnica WOP Wola Michowa.
W związku z reorganizacją oddziałów WOP, 24 kwietnia 1948 171 strażnica OP Wola Michowa została włączona w struktury 41 samodzielnego batalionu Ochrony Pogranicza w Krośnie, a w 1950 1 Brygady WOP w Krośnie.
W 1951, 171 strażnica stacjonowała w miejscowości Łupków.
W 1952, w związku z rozformowaniem 1 Brygady WOP w Krośnie, odcinek i pododdziały przejęła 26 Brygada WOP w Przemyślu, na bazie rozformowanego 35 batalionu OP sformowano 264 batalion WOP w Baligrodzie, i włączono w jego struktury też strażnicę w Woli Michowej, która miała numer 171 w skali kraju.
Od 15 marca 1954 wprowadzono nową numerację strażnic, a strażnica WOP Wola Michowa IV kategorii otrzymała nr 171 w skali kraju, w strukturach 264 batalionu WOP.
W 1957, w 3 Brygadzie WOP w Nowym Sączu przeformowano 18 strażnic WOP w placówki WOP, w tym strażnicę WOP w Woli Michowej.
1 stycznia 1960 była jako 32 placówka WOP Wola Michowa kategorii II w strukturach 264 batalionu WOP w Sanoku 3 Brygady WOP w Nowym Sączu.
W 1963 rozformowano placówkę kategorii II Wola Michowa, a jej odcinek przekazano placówkom WOP Łupków i Roztoki.

## Zasięg terytorialny
W 1960, 32 placówka WOP Wola Michowa II kategorii ochraniała odcinek granicy państwowej o długości 10 500 m:
- Włącznie od znaku granicznego nr 51/8, wyłącznie do znaku granicznego nr I/73.

## Wydarzenia
- 1963 – kwiecień, w obiekcie strażnicy wybuchł pożar. Utrzymano działalność operacyjną placówki Wola Michowa. Kancelarię zorganizowano w budynku zamieszkałym przez dowódcę.

## Strażnice sąsiednie
- 170 strażnica WOP Roztoki ⇔ 172 strażnica WOP Łupków – 1946
- 170 strażnica OP Roztoki ⇔ 172 strażnica OP Łupków – 1949
- 170 strażnica WOP Roztoki kat. III ⇔ 172 strażnica WOP Łupków kat. III – 15.03.1954
- 33 placówka WOP Roztoki kat. II ⇔ 31 placówka WOP Łupków kat. II – 1960.

## Komendanci strażnicy
- Józef Moliński (1.01.1949–31.01.1950)[d][10].